# Heinrich Schwarz
Karl Leonhard Heinrich Schwarz (Porosz Királyság, Eisleben, 1824. december 27. – Német Birodalom, Eberswalde, 1890. szeptember 15.) német vegyész.
Gimnáziumi tanulmányokat Eislebenben, később Merseburgban, 1843-ban először egyetemi tanulmányokat folytatott Halléban, ahol túlnyomó többségben természettudományokat tanult és Richard Felix Marchand laboratóriumában kémiai elemzéseket végzett.
1844-ben Gieβenbe költözött, ahol Justus von Liebig vezetése alatt folytatta tanulmányait. Később Berlinben, Wilhelm Heinrich laboratóriumában dolgozott, ahol egy hosszabb tudományos munkát végzett el a zsírsavak elemzéséről, mely után Halléban doktorrá avatták.
1848-tól további tanulmányok céljából Párizsba utazott, ahol Théophile-Jules Pelouze laboratóriumában dolgozott és többek közt Anselme Payen, valamint Jean-Baptiste Dumas előadásait hallgatta. 1849-től a Breslaui Egyetemen már saját laboratóriuma volt. Nyaralásait elsősorban tanulmányi utazásokra fordította: Angliába, Skóciába, Belgiumba, Vesztfáliába, Ausztriába és Elzászba látogatott, ahol sok tapasztalatot gyűjtött. 1855-től fontos állásokat töltött be különböző vállalatoknál.
Angliában üveggyárak igazgatója volt, kezdeményezte egy samott- és kerámiagyár építését Saarauban, Szászországban egy gyár építését felügyelte.
1857-ben műszaki irodát alapított Breslauban (ma Wroclaw), mely után több szénbányával is kapcsolatba került. Miután 1857-ben magándocensként visszatért Breslauba az egyetemre, 1863-ban professzori címet kapott. 1865-től élete végéig kémiai és mezőgazdasági technológiák professzoraként tevékenykedett Grazban. Tudományos tevékenysége a kémiai, vegyi technológiák minden területére kiterjedt. Itt tanította 1871–73 között Petrik Lajost, akivel később, 1874 és 1879 között együtt dolgozott a kémia technológia tanszéken.
Számos természettudományos művet írt, előadásokat tartott.